# Паркштадион
Паркшта́дион (нем. Parkstadion) — стадион в немецком Гельзенкирхене, который был открыт в 1973 году специально для чемпионата мира 1974 года. Домашний стадион «Шальке 04» с момента открытия в 1973 году до переезда клуба на «Фельтинс-Арену» в 2001 году. При открытии вместимость стадиона составляла 70 600 человек, после реконструкции в 1998 году — 62 008 человек. В 2000-х годах был частично снесён. В 2020 году завершилась реконструкция стадиона, которая позволила вмещать 2 999 человек и принимать матчи уровня Регионаллиги.

## История

### Старый «Паркштадион»
«Паркштадион» был построен на месте бывшего военного аэродрома специально к чемпионату мира 1974 года. Строительство началось в 1969 году и продолжалось почти четыре года. В 1973 году стадион стал домашним для «Шальке 04», заменив «Глюкауф-Кампфбан». 
«Паркштадион» принял пять матчей чемпионата мира: Югославия — Заир, Заир — Бразилия, Нидерланды — Аргентина, ГДР — Нидерланды, Аргентина — ГДР. Также стадион принял в общей сложности восемь матчей сборной ФРГ с 1973 года по 1998 год.
Стадион дважды принимал финал Кубка Германии в 1978 и 1980 годах, трижды — чемпионат Германии по лёгкой атлетике в 1975, 1981 и 1987 годах, один раз — переигровку стыкового матча за право остаться в Бундеслиге в 1991 году. В 1997 году «Паркштадион» принял первый матч финала Кубка УЕФА 1997 года между «Шальке» и «Интером».
«Паркштадион» принял два матча чемпионата Европы 1988 года: 14 июня между сборными Германии и Дании (2:0) и 18 июня между сборными Ирландии и Нидерландов (0:1).
На стадионе также прошло множество концертов. Майкл Джексон выступал на «Паркштадионе» дважды: 4 сентября 1988 года в рамках турне «Bad World Tour» и 15 июня 1997 года в рамках турне «HIStory World Tour». 16 августа 1990 года на стадионе выступала британская рок-группа The Rolling Stones в рамках турне «Urban Jungle Tour», а 27 июля 1998 года в рамках турне «Bridges to Babylon Tour». 23 августа 1994 года в рамках турне «The Division Bell Tour» на стадионе выступала группа Pink Floyd.
В 1987 году на «Паркштадионе» провёл мессу папа римский Иоанн Павел II, который стал почётным членом «Шальке 04».
Последний официальный футбольный матч на стадионе прошёл 19 мая 2001 года между «Шальке 04» и «Унтерхахингом». На матче присутствовали 65 000 человек и после того матча «кобальтовые» заняли второе место в Бундеслиге. После переезда «Шальке» на «Фельтинс-Арену» стадион продолжал использоваться для тренировок и товарищеских матчей. 17 ноября 2008 года на «Паркштадионе» прошёл последний товарищеский матч между «Шальке» и «Дуйсбургом».
В 2004 году начался частичный снос стадиона: на месте бывшей южной трибуны были размещены реабилитационный центр и гостиница. В мае 2008 года была снесена оставшаяся бо́льшая часть стадиона.

### Новый «Паркштадион»
В 2015 году «Шальке» объявил о начале реконструкции «Паркштадиона» и прилегающих клубных территорий. Реконструкция завершилась в 2020 году: в результате стадион стал вмещать 2 999 зрителей, стал пригоден для проведения матчей уровня Регионаллиги и стал домашним полем юношеских (до 17 и 19 лет) и резервной (до 23 лет) команд «Шальке». Официальное открытие нового «Паркштадиона» должно было состояться 29 марта 2020 года товарищеским матчем между «Шальке» и «Зенитом», однако матч был отложен из-за пандемии COVID-19.